# Pat Burke
Patrick John Burke, detto Pat (Dublino, 14 dicembre 1973), è un ex cestista irlandese.

## Palmarès
- Campionato greco: 3

Panathinaikos: 1998-1999, 1999-2000, 2000-2001
- Campionato spagnolo: 1

Real Madrid: 2004-2005
- Coppa di Russia: 1

Chimki: 2007-2008
- Coppa dei Campioni: 1

Panathinaikos: 1999-2000